# خدمات حیات وحش کنیا
«خدمات حیات وحش کنیا (KWS) یک سازمان دولتی زیرمجموعهٔ وزارت گردشگری و حیات وحش است که بر پایهٔ قانونی مصوب پارلمان، یعنی قانون حفاظت و مدیریت حیات وحش (CAP 376) در سال ۱۹۸۹ تأسیس شد؛ قانونی که بعداً لغو و با نسخهٔ جدیدی در سال ۲۰۱۳ جایگزین شد. پس از استقلال، دولت کنیا متعهد شد با استفاده از تمام منابع در دسترس، از جمله زیستگاه‌های جانوران، جنگل‌ها و مناطق تغذیهٔ آب‌های زیرزمینی، حیات وحش کشور را برای آیندگان حفظ کند.»
خدمات حیات وحش کنیا (KWS) مسئول حفاظت و مدیریت پارک‌های ملی، مناطق حفاظت‌شدهٔ حیات‌وحش و پناهگاه‌های زیستی تحت صلاحیت خود است. این نهاد، مأموریت دارد تا از تنوع زیستی کشور در برابر تهدیدهایی مانند شکار غیرقانونی، تخریب زیستگاه‌ها و قاچاق جانوران محافظت کند و منابع طبیعی را به‌طور پایدار برای نسل‌های آینده حفظ نماید.

## تاریخچه
در سال ۱۹۸۹، ریچارد لیکی به‌دستور رئیس‌جمهور وقت کنیا، دانیل آراپ موی*، به ریاست ادارهٔ حفاظت و مدیریت حیات‌وحش (WMCD) منصوب شد. این تصمیم در واکنش به اعتراضات جهانی نسبت به شکار غیرقانونی فیل‌ها و تأثیرات مخرب آن بر حیات‌وحش کنیا اتخاذ شد.
در دوران مدیریت لیکی، واحدهای ضدشکار مسلح تشکیل شدند که اجازهٔ تیراندازی مستقیم به شکارچیان را داشتند. این اقدامات باعث کاهش چشمگیر شکار غیرقانونی شد و توجه جهانی را به تحولات مثبت در حفاظت از حیات‌وحش کنیا جلب کرد.
یگان‌های ضدشکار مجهز و مسلح تشکیل شدند و مجاز بودند که شکارچیان غیرقانونی را در صورت مشاهده، هدف قرار دهند. این اقدام باعث کاهش چشمگیر پدیدهٔ شکار غیرقانونی شد. تحول ساختاری در خدمات حیات وحش کنیا (KWS) منجر به دریافت کمک‌های مالی به ارزش ۱۴۰ میلیون دلار از سوی بانک جهانی شد. در سال ۱۹۸۹، ریچارد لیکی، رئیس‌جمهور موی و ادارهٔ حفاظت از حیات وحش (WMCD) با سوزاندن انبار ۱۲ تُنی از عاج فیل در پارک ملی نایروبی، در صدر اخبار بین‌المللی قرار گرفتند. این رویداد نمادین، پیامی قوی علیه تجارت غیرقانونی عاج به جهان مخابره کرد.
این موفقیت‌ها منجر به انتصاب دیوید وسترن به‌عنوان مدیر سازمان خدمات حیات وحش کنیا (KWS) توسط رئیس‌جمهور بازنشسته موی در سال ۱۹۹۴ شد. سایر افرادی که به‌عنوان مدیر این نهاد خدمت کرده‌اند عبارت‌اند از:
- سرتیپ جان واورو (Rtd)
- کیتیلی مباتی
- ویلیام کیپرونو
- جولیوس کیپنگتیچ
- مایکل وامیتی
- نحمیا روتیچ
- جوزف کیوکو
- ایوانز موکولوه

در ۲۰ ژوئیهٔ ۲۰۱۱، رئیس‌جمهور کنیا موی کیباکی حدود ۵ تُن عاج فیل (۳۳۵ عاج) به ارزش تقریبی ۱۶ میلیون دلار آمریکا را به آتش کشید. این اقدام نمادین در راستای مبارزه با شکار غیرقانونی و تجارت جهانی عاج انجام شد و پیامی قاطع دربارهٔ عزم کنیا برای مقابله با شبکه‌های جنایتکار مرتبط با حیات‌وحش به جهان مخابره کرد.
در ۳۰ آوریل ۲۰۱۶، اوهورو کنیاتا، بزرگ‌ترین انباشت عاج فیل در تاریخ را در پارک ملی نایروبی به آتش کشید. این انباشت شامل ۱۰۵ تُن عاج فیل از حدود ۸٬۰۰۰ فیل و ۱٫۳۵ تُن شاخ کرگدن از ۳۴۳ کرگدن بود. ارزش تخمینی این محمولهٔ قاچاق در بازار سیاه بین ۱۵۰ تا ۲۲۰ میلیون دلار آمریکا برآورد شده بود.
عاج‌ها در کانتینرهای حمل‌ونقل به محل آورده شدند و سپس در قالب برج‌هایی تا ارتفاع ۳ متر و قطر ۶ متر چیده شدند. ساخت این برج‌های عاجی، ده روز زمان از کارکنان خدمات حیات وحش کنیا گرفت. در این آتش‌سوزی نمادین، پوست‌هایی از جانوران کمیاب نیز سوزانده شد. مقدار عاج نابودشده معادل حدود ۵٪ از ذخایر جهانی بود. علی بونگو اوندیمبا، رئیس‌جمهور گابن نیز در این مراسم حضور داشت.

## برنامه‌های حفاظتی
سازمان خدمات حیات وحش کنیا (KWS) برنامه‌های ویژه‌ای برای حفاظت از گونه‌های در معرض خطر و زیستگاه‌های آن‌ها اجرا می‌کند. این برنامه‌ها شامل حفاظت از جنگل‌ها و تالاب‌ها، و همچنین پروژه‌های اختصاصی برای فیل‌ها و کرگدن‌هاست تا به آن‌ها در بازیابی جمعیت پس از شکار غیرقانونی کمک شود. گونهٔ هی‌رولا که در آستانهٔ انقراض قرار دارد نیز تحت پایش و مراقبت ویژه قرار گرفته است.